# Josip Vrlić
Josip Vrlić (Rijeka, 25. travnja 1986.), hrvatski je vaterpolist, visok 198 centimetara i težak 135 kilograma. Njegov mlađi brat Mislav vaterpolist je riječkog Primorja.
Godine 2019. Vrlić je iz španjolskog kluba Barceloneta otišao u zagrebačku Mladost, za koju je igrao u nadolazećim mjesecima.
Osvojio je zlatno odličje na Europskom prvenstvu u Splitu 2022. godine.